# Доркин, Эван
Эван Доркин (род. 20 апреля 1965, Бруклин) — американский комиксист и карикатурист. Его наиболее известными работами являются серии комиксов Milk and Cheese и Dork. В его произведениях часто делаются насмешки над поклонниками поп-культуры, при том, что Доркин сам является фанатом. Лауреат премии Харви (2001 год) и шести премий Айснера,.

## Биография
Доркин родился в Бруклине (Нью-Йорк) и переехал с семьей на Стейтен-Айленд, когда ему было 13 лет. В детстве любил читать комиксы о супергероях, тем более, что специализированный магазин комиксов был рядом со школой. В этом магазине он и начал подрабатывать после школы.
Ещё в школе он брал уроки на кафедре анимации в Школе изобразительных искусств. Продолжил обучение в Школе искусств Тиша при Нью-Йоркском университете, но в конце концов переключил свою страсть с анимации на комиксы.
Самыми ранними опубликованными комиксами Доркина были Pirate Corp$ (позже переименованный в Hectic Planet), опубликованный сначала Eternity Comics, а затем Slave Labour Graphics в период с 1987 по 1989 год. Затем появилась его знаменитая серия комиксов Milk and Cheese.
Помимо работы над комиксами, Доркин и его жена Сара Дайер рисовали обложки для различных альбомов, рекламные плакаты и даже создали оригинальные персонажи для ряда телевизионных комиксов. В том числе они нарисовали несколько эпизодов «Супермена» для анимационного сериала, включая серию «Live Wire», в котором появился новый персонаж, придуманный ими. Доркин нарисовал «Супермен и Бэтмен: самый забавный в мире». Доркин и Дайер работали внештатными авторами над англоязычной версией аниме Crayon Shin-chan 2006 года (первых шести серий шоу).